# Axel Vornbäumen
Axel Vornbäumen (* 1960 in Aschaffenburg) ist ein deutscher Journalist.

## Leben
Axel Vornbäumen studierte Politikwissenschaften bei Werner Weidenfeld in Mainz. Von 1985 bis 2004 arbeitete er für die Frankfurter Rundschau, zuletzt als Ressortleiter Reportage. Im Oktober 2004 wechselte er als Redakteur für besondere Aufgaben zum Berliner Tagesspiegel. Seit April 2008 arbeitet er im Hauptstadtbüro des Stern.
Für seine Arbeit „Die Welt des Herrn Conrad“ in der Frankfurter Rundschau über einen Mann, der an Verfolgungswahn leidet, wurde er 1999 mit dem Egon-Erwin-Kisch-Preis ausgezeichnet.

## Werke
- Pop, Poesie und Politik – Interviews mit Salman Rushdie, Václav Havel, Helmut Newton und anderen, zusammen mit Martin Scholz. S. Fischer Verlag, Frankfurt am Main 2000, ISBN 3-596-14824-3.
- Dynamik in der Zwangsjacke – die Präsidentschaft im Ministerrat der Europäischen Gemeinschaft als Führungsinstrument. Europa-Union-Verlag, Bonn 1985, ISBN 3-7713-0258-7. (Erschienen als Band 5 der Reihe Mainzer Beiträge zur europäischen Einigung, Herausgeber Prof. Dr. Werner Weidenfeld.)